# عشق (فیلم ۲۰۱۲ تلوگو)
عشق (به هندی: Ishq) و (به انگلیسی: Love) فیلمی هندی محصول سال ۲۰۱۲ و به کارگردانی ویکرام کومار است. در این فیلم بازیگرانی همچون نیتین، نیتیا منن و آجای ایفای نقش کرده‌اند.